# Salaparuta
Salaparuta település Olaszországban, Trapani megyében. Lakosainak száma 1562 fő (2023. január 1.). Salaparuta Contessa Entellina, Gibellina, Montevago, Partanna, Poggioreale, Santa Margherita di Belice és Santa Ninfa községekkel határos.

## Népesség
A település népességének változása:
| Lakosok száma | 1681 | 1670 | 1562 |
|               | 2017 | 2018 | 2023 |